# Catedrala din Berna

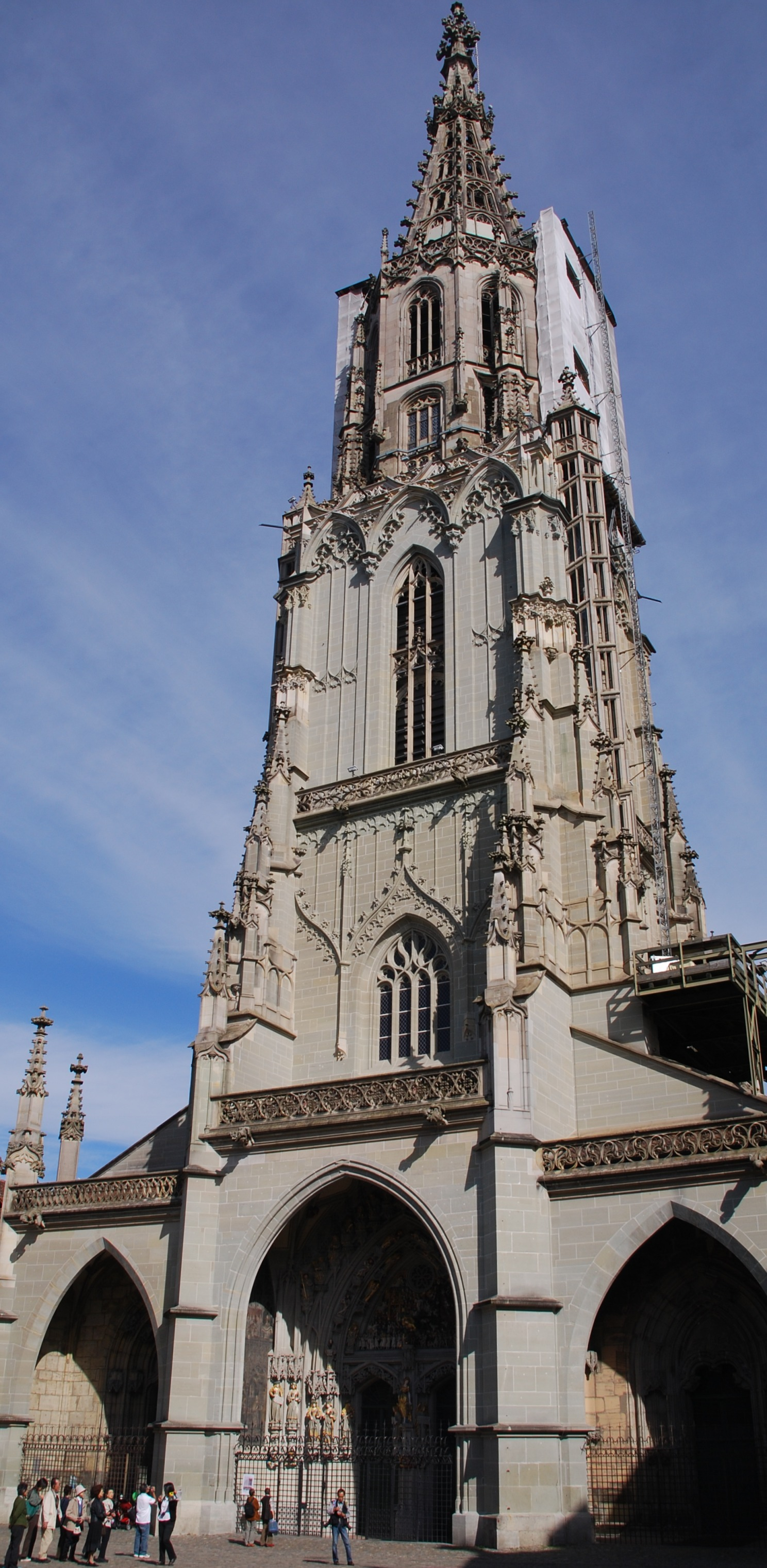
Turnul Münsterului

Catedrala din Berna (în germană Berner Münster) este o biserică reformată din Berna, inițial catedrală catolică cu hramul Sfântului Vicențiu, una din cele mai vechi și mai mari biserici din Elveția. A fost construită în stil gotic și a primit forma actuală în secolul al XIX-lea, în perioada istorismului romantic. La sud de biserică curge râul Aare, care traversează parcul bisericii.

## Istoric
Piatra de temelie a construcției a fost așezată în anul 1421, inițial aici se afla biserica „Leutkirche” care datează din anul 1190 care la rândul ei a fost clădită pe locul unei capele romanice. Münsterul este construit sub conducerea meșterului Matthäus Ensinger în sensul acelor de ceasorrnic în jurul bisericii "Leutkirche".

## Galerie de imagini

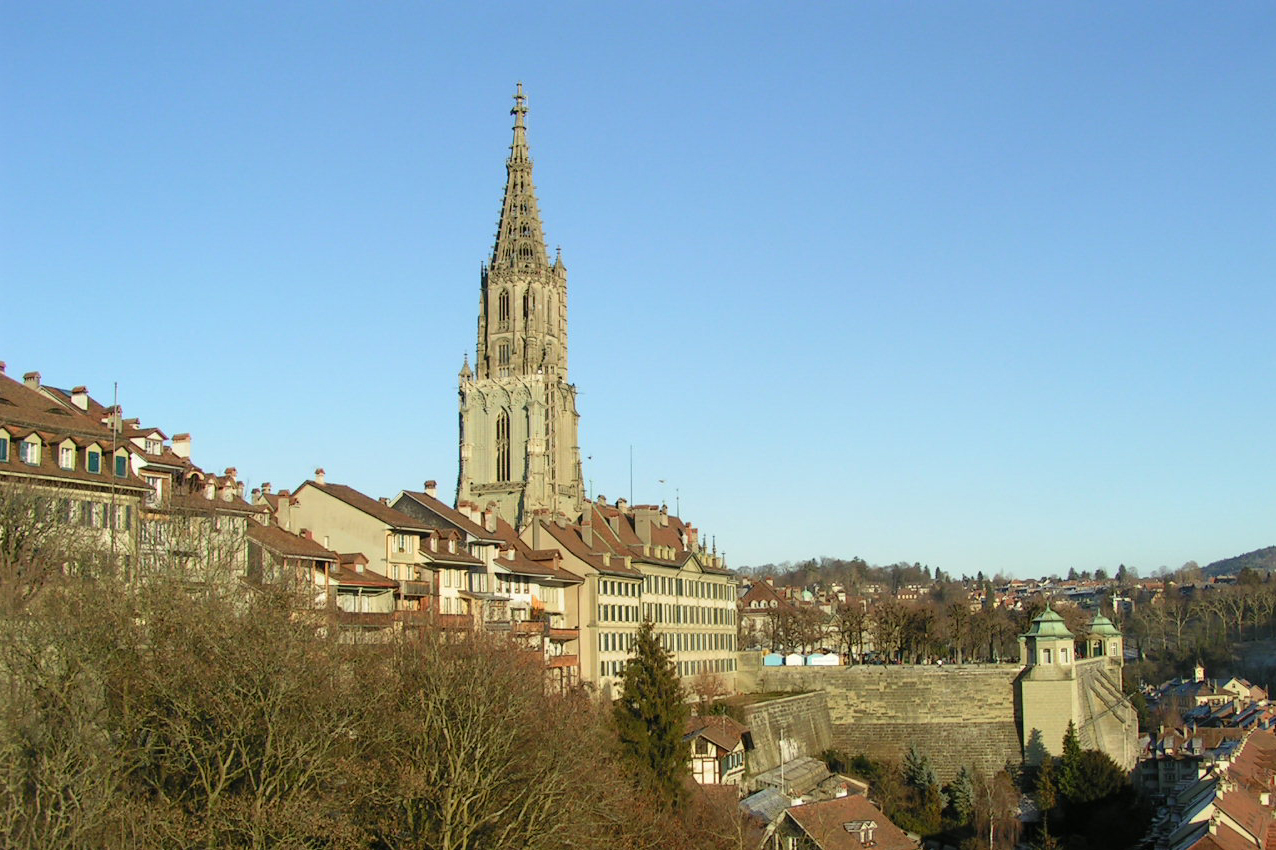
Münster
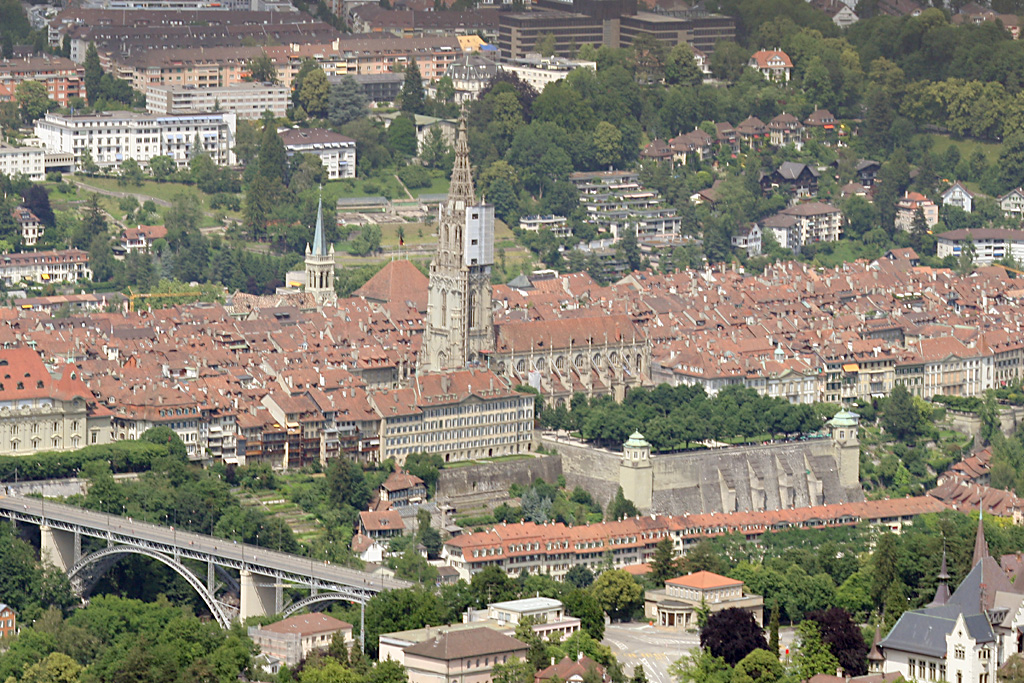
Vedere din aer
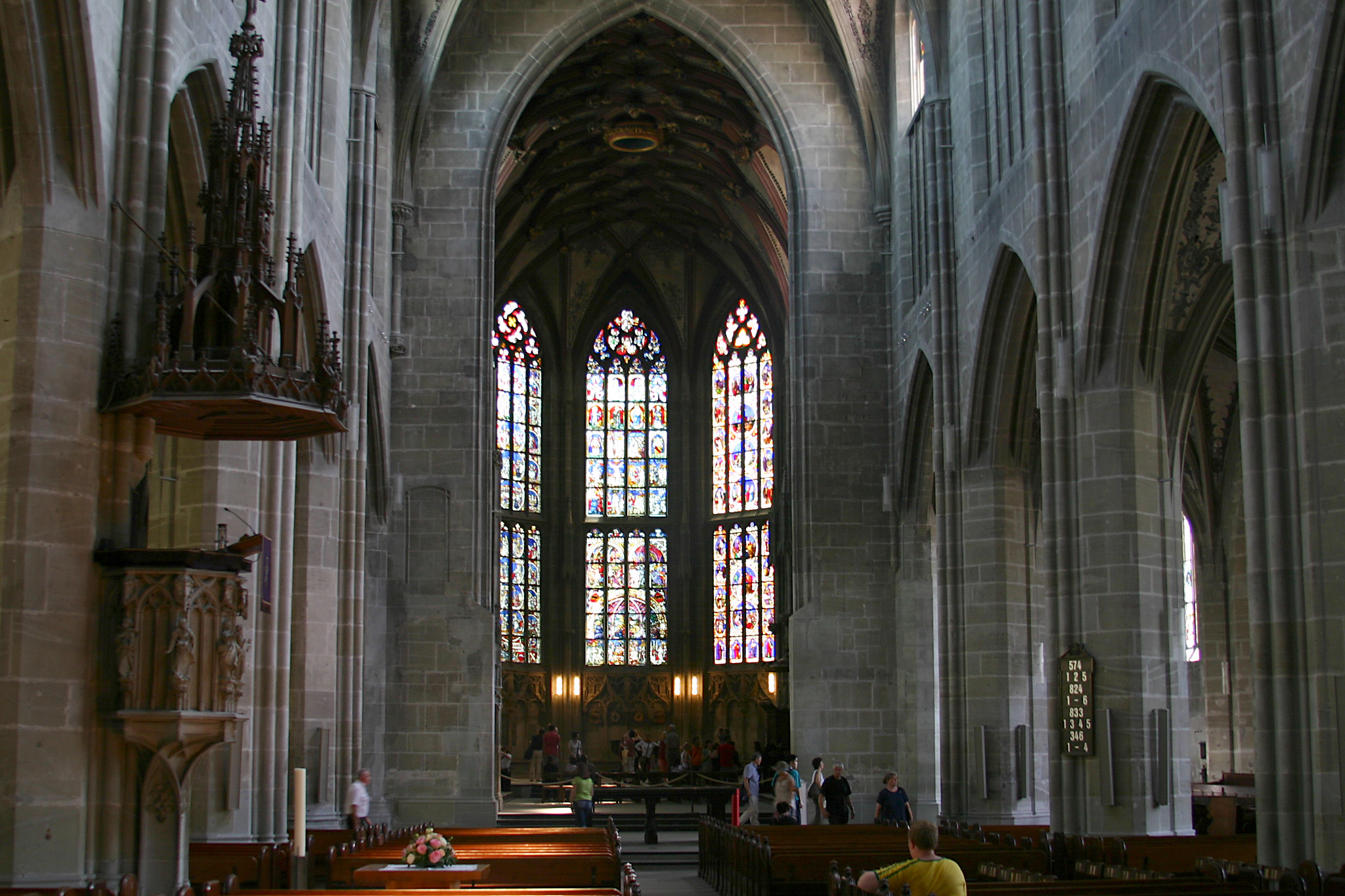
interior
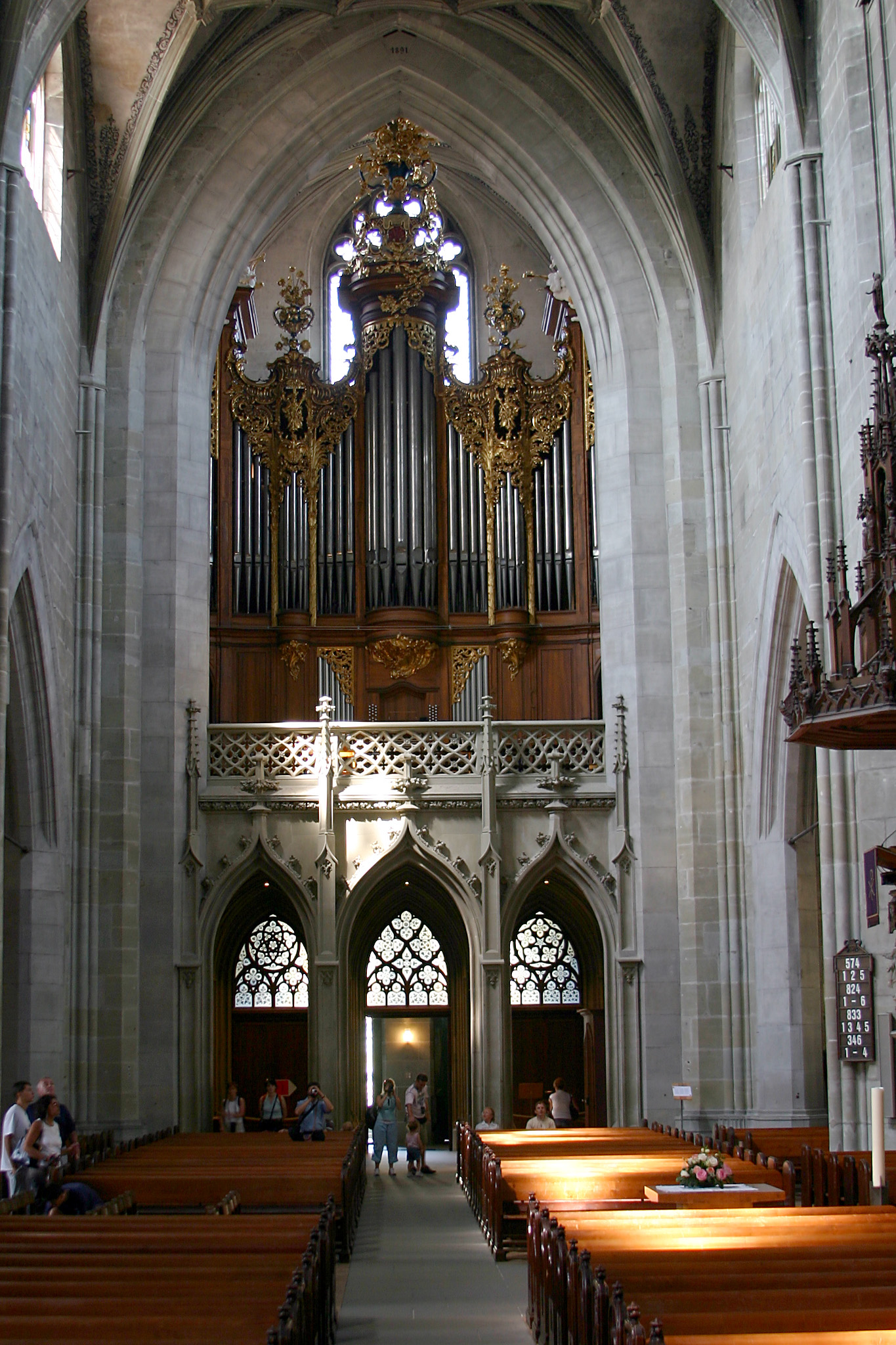
Orga cea mare
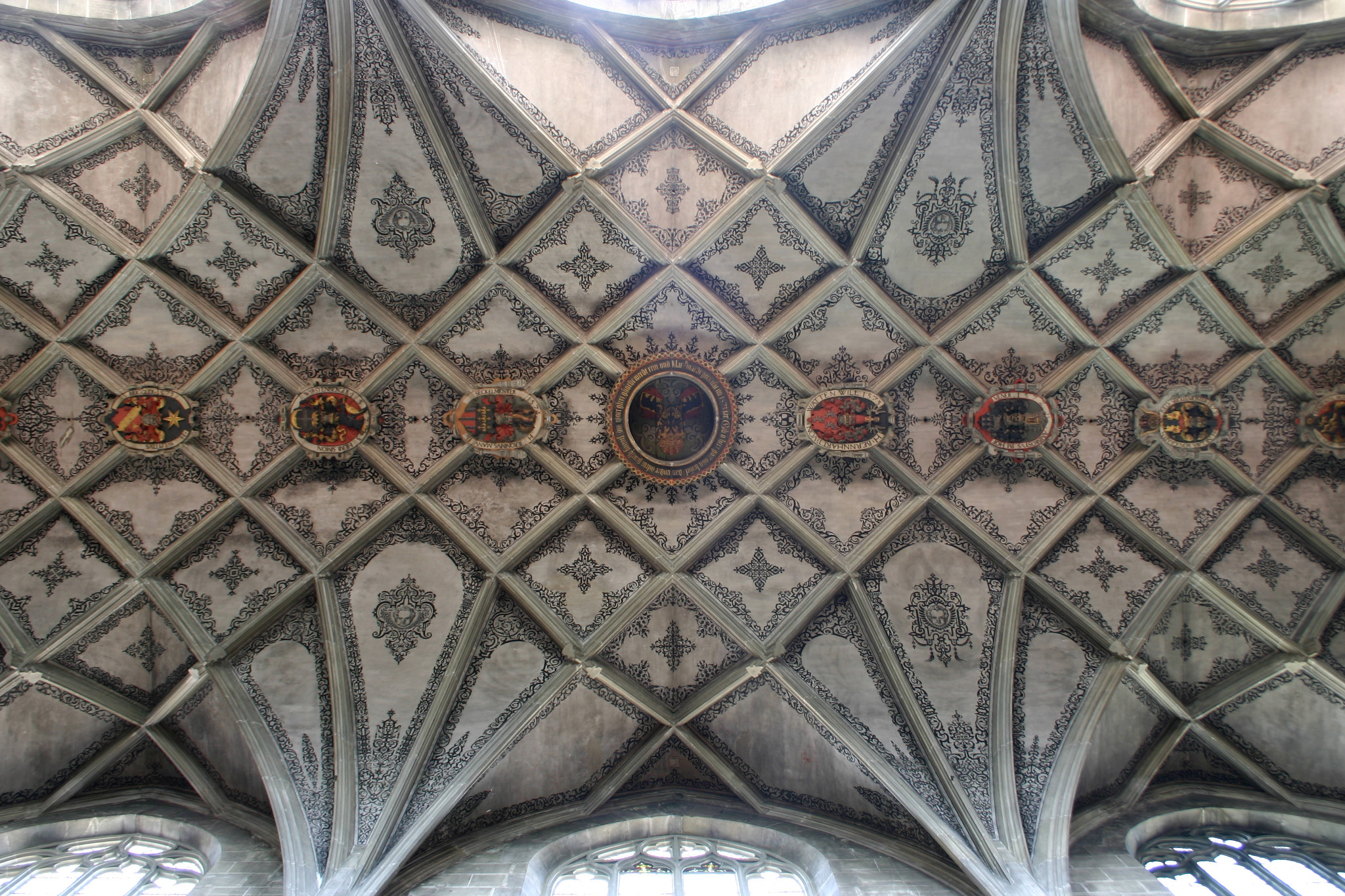
Bolta bisericii
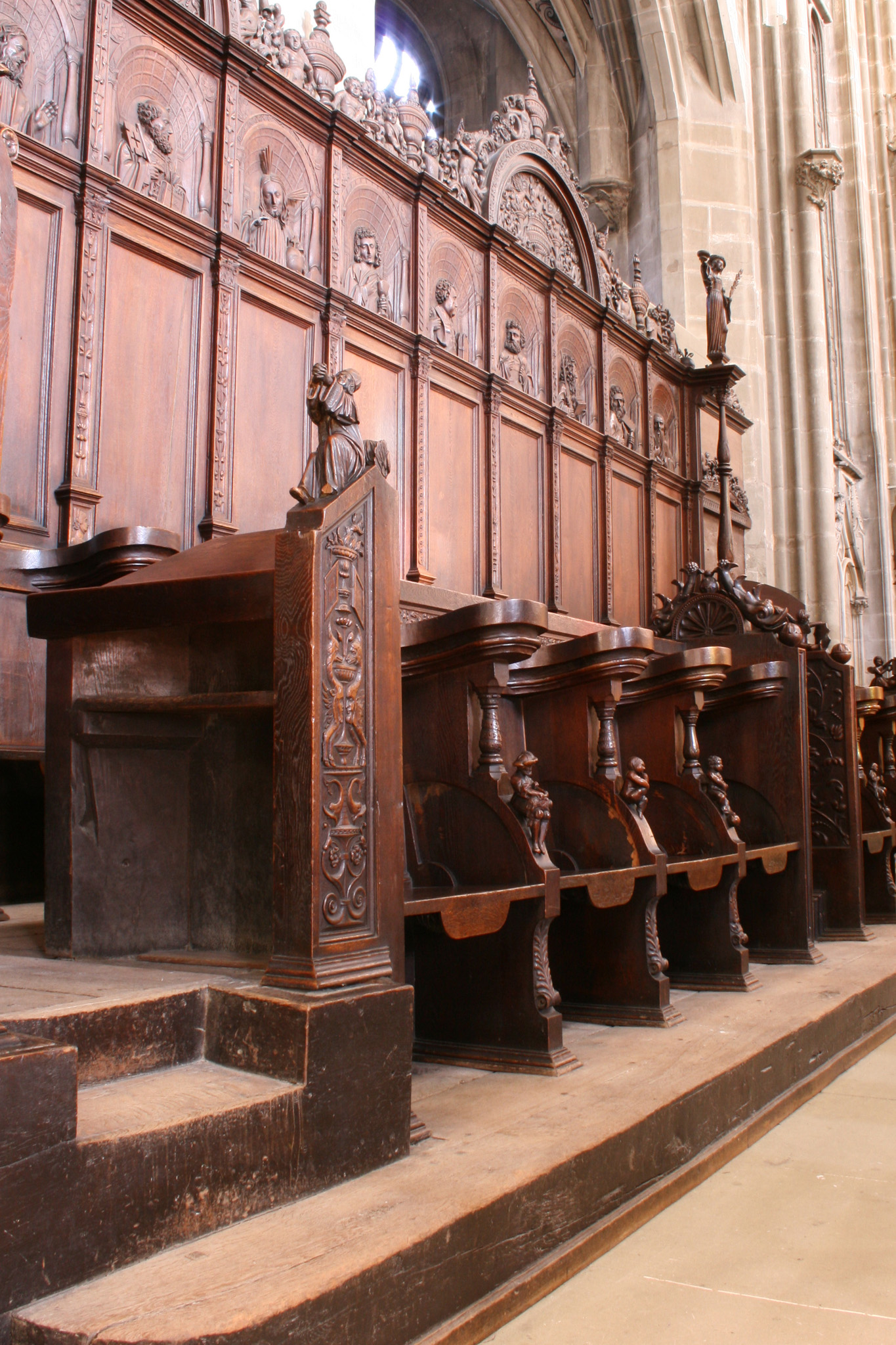
Corul
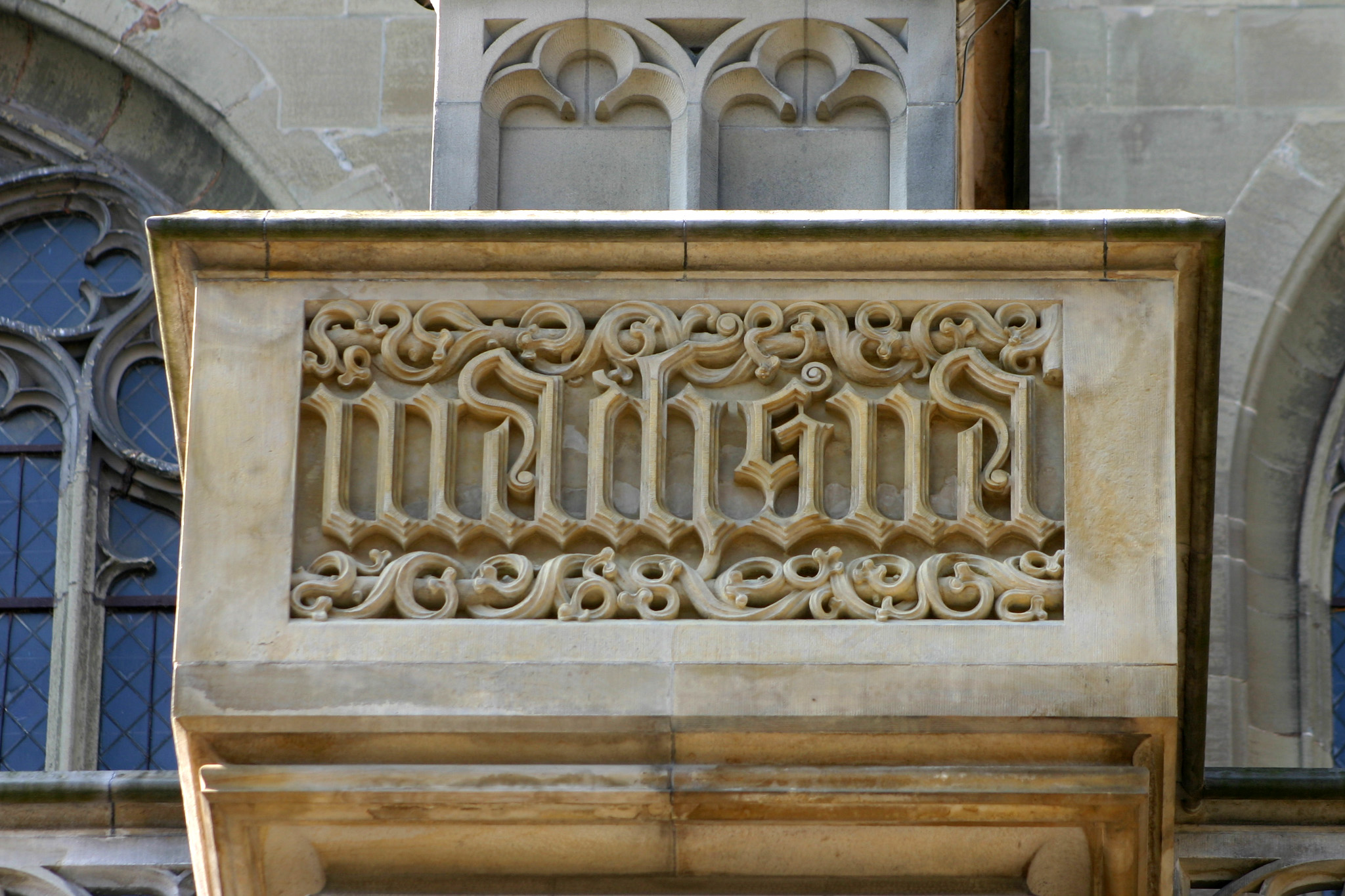
Inscripţia „machs na“ ("fă la fel") de pe pilierul de nord